# Companhia de Dança de Lisboa

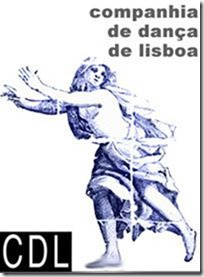
Companhia de Dança de Lisboa

A Companhia de Dança de Lisboa foi criada por proposta de José Manuel Oliveira e Rui Horta ao Ministério da Cultura em abril de 1984, obtendo  deferimento em julho desse ano por despacho do então Ministro da Cultura António Coimbra Martins, fundamentada nos objetivos de divulgar a dança, criando assim pela sua atividade público e intérpretes de forma descentralizada.

## História
A companhia foi constituída por audições em Nova Iorque, em Lisboa e Londres. Inicialmente contava com doze bailarinos e quatro estagiários, tendo como coreógrafo e Diretor Artístico Rui Horta.
A sua estreia nacional teve lugar no dia 22 de janeiro de 1985 em Évora no Teatro Garcia de Resende com um programa onde se destacam obras criadas para a companhia por coreógrafos como Rui Horta e Patrice Soriero. Acto continuo inicia uma  digressão com estreia na cidade do Porto, seguido-se Viana do Castelo, Vila Nova de Famalicão, Braga e Guimarães. Faz a sua estreia em Lisboa no Teatro Municipal Maria Matos, dezoito espetáculos com lotação esgotada em março/abril desse ano.
Em 18 de outubro de 1985 tem lugar a estreia da nova temporada em Bragança no Cine Teatro Torralta, seguida de uma larga digressão   com apresentações em Vila Real – Teatro Real; Favaios - Teatro António Augusto Assunção; Lamego – Teatro Ribeiro Conceição; Famalicão- Cine Teatro; Braga – Teatro Circo e Guimarães – Teatro Jordão. Em novembro: Évora - Teatro Garcia de Resende e Lisboa - Teatro de São Luiz, com dois programas. Em dezembro: Coimbra – Teatro Gil Vicente. Realizando a partir de 1986 três temporadas anuais com apresentações em Portugal e no estrangeiro, com cerca de dois mil espectáculos.
De janeiro de 1988 a maio de 1990 teve como responsável pela direção artística o norte-americano Mark Haim. A Companhia de Dança de Lisboa produziu e remontou mais de oitenta obras de coreógrafos nacionais e estrangeiros - Rui Horta, Patrice Soriero, Marc Bogaerts, Igal Perry, Mary- Jane O'Reilly, David Parsons, José Seabra, Monica Levy, Vitor Garcia, Mark Haim, P. Ribeiro, Gerri Houlihan, Lionel Hoche,  Conceição Abreu, Célia Gouvêa, César Moniz e Miriam Barbosa. A partir de 1987 até 1992 promove, no espaço dedicado aos jovens coreógrafos, a estreia de quarenta e duas novas obras. 
Em 1990 co-produziu, com o serviço ACARTE da Fundação Calouste Gulbenkian  o espectáculo a "Bailarina do Mar" coreografado por Paula Massano, com música original de António Pinho Vargas, a partir da obra "A Menina do Mar" de Sophia de Mello Breyner que foi quem sugeriu o nome a dar ao espectáculo. 
De maio de 1993 a outubro de 1994, sob a Direção Artística de Olga Roriz, transformou-se de companhia de repertório na primeira companhia profissional de autor em Portugal, produzindo três espetáculos: "Cenas de Caça>", "Introdução ao princípio das coisas" e "Finis Terra". 
A partir de outubro de 1995, sob a direção de um Conselho Artístico, presidido pelo seu diretor e constituido por Irina Stupina e Célia Gouvêa, retoma a sua actividade como companhia de repertório moderno e contemporâneo. 
Desde janeiro de 1996 a julho de 1997 a Companhia de Dança de Lisboa prepara a sua nova etapa, tendo em criação o espetáculo "Cabo da Boa Esperança", dedicado a Carlos Paredes, cuja ante-estreia teve lugar a 8 de Julho de 1997, junto à Torre de Belém, nas comemorações dos quinhentos anos da partida de Vasco da Gama para a histórica viagem que o levaria à India. 
No plano internacional espetáculos em: 
- Bruxelas
- Barcelona
- Vigo
- Santiago de Compostela
- Pontevedra
- Badajoz
- Ourense
- Cáceres
- Praia
- Mindelo
- Milão
- Bruges
- Florença
- Sevilha
- Paris
- São Paulo
- Salvador
- Ilhéus
- Brasília
- Porto Alegre
- Belo Horizonte
- Curitiba
- Florianópolis
- Lages
- Jaraguá do Sul
- Fortaleza
- Sobral
- Macaíba
- Natal
- Recife
- Belém do Pará
- Petropólis
- Rio de Janeiro
- Telavive e Cidade do Cabo.

Como momentos a assinalar os espetáculos: estreia nacional Évora, 22 de janeiro de 1985; no Jardim da Cascata do Palácio Nacional de Belém, dedicado ao Presidente da República, em Setembro de 1987; as apresentações em Bruxelas – Festival Internacional da Grand Place, 
30 de Junho de 1986: Barcelona - Teatre del Institut; Milão - Teatro Nuovo,15 de Setembro de 1989;Salvador- Teatro Castro Alves; Brasília - Teatro Nacional Cláudio Santoro-SALA VILLA LOBOS,16 Abril de 2000, São Paulo-Teatro Municipal de São Paulo,22 de Abril de 2000, COMPOSTELA 2000 - Teatro PRINCIPAL ,Dezembro de 2000, Rio de Janeiro - Teatro Carlos Gomes,Outubro de 2004, Cidade do Cabo - ArtsCape - The Theater, Março  de 2007, Ponta Delgada (R.A. dos Açores)Teatro Micaelense, Abril  de 2007

### Bienal de Arte Jovem dos Países Mediterrânicos
A atuação da Companhia de Dança de Lisboa constitui momento alto da Bienal de Arte Jovem dos Paises Mediterrânicos- "Lisboa maravilha Barcelona" - in Diário de Noticías de 16 de outubro de 1987. Segundo Isabel Gantes "Apesar de coincidir com a apresentação em Barcelona do novo grupo deMaurice Béjart, a companhia conseguiu encher a sala para a sua exibição no âmbito da Bienal de Arte Jovem dos Países Meditrânicos que está a decorrer naquela cidade, com a presença de seiscentos participantes de sete países. A atuação da companhia constituiu um enorme êxito. O público aclamou os bailarinos de pé durante dez minutos(...)". 
Segundo Paula Joyce "A Companhia de Dança de Lisboa teve um êxito estrondoso". In Jornal de Notícias 14 de outubro de 1987.

## Percurso
| Em 1987/1988 a Companhia de Dança de Lisboa vai a caminho do novo espaço, Palácio dos Marqueses de Tancos(...) e a honra de lhe ter restituído o seu lugar na paisagem arquitetónica e cultural da cidade. Testemunho de José-Augusto França, após visita. |
| 1989 - Milão, Teatro Nuovo – Semana de Lisboa em Milão |
| 1990 – Brugge - ZeebruggeBrugge90-Stadsschouwbur. Jornal Belga HET NIEUWSBLAD "A Companhia de Dança de Lisboa move-se a nível internacional" em 3 de Julho de 1990 |
| 1991 – Florença – Teatro DellaCompagnia e Barcelona – Teatro Principal – Semanas de Lisboa |
| Janeiro/Abril de 1992 – Teatro Maria Matos – A história da dança – Ana Lázaro/Companhia de Dança de Lisboa |
| EXPO92 - Sevilha - Festival Internacional de Danza Italica (Provincia) |
| 1992/1993 – Recriação de "Les Biches", numa coprodução a nível europeu, com as Companhias: Companhia de dança de lisboa, Fábula Saltica(Itália) e Attention Fragile(França). Coreografia - Pascaline Richtarche e Música - Francis Poulenc / Emmanuel Lautier Apoios: Fundação Calouste Gulbenkian (Lisboa), Aliança Francesa (Veneza), Escritório do Consumidor e dos Assuntos de Família (Ville de Hyères), Escola das Belas Artes em Toulon |
| Palácio Marquês de Tancos - assinatura de Protocolo entre a Câmara Municipal de Lisboa e a Companhia de Dança de Lisboa |
| Entre 1999 e 2004, internacionalização do espetáculo “Cabo da Boa Esperança" com apresentações regulares em Portugal, Brasil Espanha e Cabo Verde. 2002 - Festival Internacional de Música de Florianópolis-com apresentações em: Florianópolis, Lages,Jaraguá do Sul e Curitiba´-Centro_Cultural_Teatro_Guaíra Em 2003 e 2005, criação e itinerância a nível nacional e internacional dos espectáculos “Nos Silêncios da Lua – o Apelo do Mar”, “Mar é Morada di Sodade” e "A Saudade do futuro(...)". 2004 - Outubro- Apresentação integrada no evento "Portugal Carioca" - Rio de Janeiro, Teatro Carlos Gomes, com a participação de Carlinhos de Jesus e da sua Companhia de Dança. |
| De 19 de Março a 2 de Maio de 2000 realiza a sua digressão mais longa, integrada nas Comemorações dos quinhentos anos do Brasil com programa cultural alargado a realização de Workshops sobre técnicas de dança Ateliers coreográficos e apresentações do espectáculo “Cabo da Boa Esperança” em: Salvador – Ilhéus, Porto Alegre, Brasilia, São Paulo e Belo Horizonte. |
| Entre 2002 e 2005, apresentações, com idêntico programa em: - Florianópolis - Lages - Jaraguá do Sul - Fortaleza - Sobral - Macaíba - Natal - Recife - Belém do Pará - Teatro da Paz - São Paulo - Teatro Alfa - Petropólis - Rio de Janeiro e Salvador |
| Fevereiro de 2007: Cape Town Festival- Arts Cape The Theater – três espectáculos |
| Abril de 2007: Ponta Delgada – Teatro Micaelense - Estreia nacional do espectáculo ante-estreado em Compostela 2000 “Na Abertura do Horizonte – a Cidade da Utopia” , dedicado a José Afonso e a Agostinho da Silva. \|- |
| Agosto de 2007: Criação do espectáculo "Ao Encontro do Princípio(...)”. |